# Амедео Б'яваті
Амедео Б'яваті (італ. Amedeo Biavati, * 4 квітня 1915, Болонья — † 22 квітня 1979, Болонья) — колишній італійський футболіст, півзахисник.
Насамперед відомий виступами за клуб «Болонья», а також національну збірну Італії.
Триразовий чемпіон Італії. У складі збірної — чемпіон світу. 

## Клубна кар'єра
Вихованець футбольної школи клубу «Болонья». Дорослу футбольну кар'єру розпочав 1932 року в основній команді того ж клубу, в якій провів два сезони, взявши участь у 16 матчах чемпіонату. 
Протягом 1934—1935 років захищав кольори команди клубу «Катанія».
1935 року повернувся до клубу «Болонья», за який відіграв 12 сезонів.  За цей час тричі виборював титул чемпіона Італії. Завершив професійну кар'єру футболіста виступами за команду «Болонья» у 1947 році.

## Виступи за збірну
1938 року дебютував в офіційних матчах у складі національної збірної Італії. Протягом кар'єри у національній команді, яка тривала 10 років, провів у формі головної команди країни лише 18 матчів, забивши 8 голів. У складі збірної був учасником чемпіонату світу 1938 року у Франції, здобувши того року титул чемпіона світу.

## Титули і досягнення
- Чемпіон Італії (3):

«Болонья»:  1936/1937, 1938/1939, 1940/1941
- Чемпіон світу (1):

1938

## Статистика виступів

### Статистика виступів у кубку Мітропи
| №                      | Розіграш               | Стадія                 | Дата та місце проведення | Команда 1              | Рахунок                                              | Команда 2        | Голи та інші дії |
| ---------------------- | ---------------------- | ---------------------- | ------------------------ | ---------------------- | ---------------------------------------------------- | ---------------- | ---------------- |
| 1                      | 1936                   | 1/8                    | 21.06.1936, Болонья      | Болонья                | 2:1 [Архівовано 5 листопада 2020 у Wayback Machine.] | Аустрія (Відень) |                  |
| 2                      | 1936                   | 1/8                    | 28.06.1936, Відень       | Аустрія (Відень)       | 4:0 [Архівовано 25 лютого 2021 у Wayback Machine.]   | Болонья          |                  |
| 3                      | 1939                   | 1/4                    | 18.06.1939, Бухарест     | Венус (Бухарест)       | 1:0                                                  | Болонья          |                  |
| 4                      | 1939                   | 1/4                    | 25.06.1939, Болонья      | Болонья                | 5:0                                                  | Венус (Бухарест) |                  |
| 5                      | 1939                   | 1/2                    | 9.07.1939, Болонья       | Болонья                | 3:1 [Архівовано 7 квітня 2020 у Wayback Machine.]    | Ференцварош      |                  |
| 6                      | 1939                   | 1/2                    | 16.07.1939, Будапешт     | Ференцварош            | 4:1 [Архівовано 7 квітня 2020 у Wayback Machine.]    | Болонья          |                  |
| Всього в кубку Мітропи | Всього в кубку Мітропи | Всього в кубку Мітропи | Всього в кубку Мітропи   | Всього в кубку Мітропи | 6                                                    | Голи             | 0                |